# Парламентарни избори в България (1949)
Парламентарните избори се провеждат на 18 декември 1949 г. в Народна република България и са за I народно събрание.

## Обща информация
Това са първите казионни избори, проведени след установяването на комунистическия режим. След ликвидирането на цялата опозиция в страната на избирателите е предоставена една-единствена листа с кандидатите на Отечествения фронт, доминиран от Българската комунистическа партия. Според официалните данни близо 4,6 милиона души са гласували и само 980 от тях са гласували против листата, а други 109 963 бюлетини са невалидни или празни. Избирателната активност е 98,9%.

## Резултати
| Партия                    | Гласове   | %     | Места |
| ------------------------- | --------- | ----- | ----- |
| Отечествен фронт          | 4 588 996 | 99,98 | 239   |
| Против                    | 980       | 0,02  | –     |
| Общо                      | 4 589 976 | 100   | 239   |
| Източник: Nohlen & Stöver |           |       |       |